# Trachysphyrus irinus
Trachysphyrus irinus är en stekelart som beskrevs av Henry Keith Townes, Jr. 1966. Trachysphyrus irinus ingår i släktet Trachysphyrus och familjen brokparasitsteklar. Inga underarter finns listade i Catalogue of Life.